# Quartier des Squares
Le quartier des Squares (en néerlandais : Wijk van de Squares ou Squareswijk) ou quartier Nord-Est (en néerlandais : Noordoostwijk) est l'éperon
nord du quartier européen dans la capitale belge de Bruxelles, situé entre le centre de Saint-Josse-ten-Noode et le quartier Léopold. Le quartier est délimité par la chaussée de Louvain au nord, la rue du Noyer et l'avenue de Cortenbergh à l'est, la rue Joseph II et la rue Stevin au sud, et le petite ceinture à l'ouest. La zone située entre la petite ceinture et le square Marie-Louise est parfois considérée comme faisant partie du quartier Léopold. Les « squares » font référence aux nombreux personnages historiques, en particulier le square Ambiorix, le square Marguerite, le square Marie-Louise et l'avenue Palmerston.

## Histoire

### Un lieu de villégiature bordé d'étangs
Après le quartier Léopold dont il constitue l'extension nord-est, le quartier des Squares occupe le versant oriental de la vallée du Maelbeek, un affluent de la Senne, qui a été partiellement voûté entre 1856 et 1872 afin de l'assainir et permettre son urbanisation. 
Cette vallée, bordant le village de Saint-Josse-ten-Noode, était parcourue par de nombreux étangs, dont le principal, d'une superficie de 7 hectares, se nommait le Hoevijver. Elle était dominé, à l'est, par le bois de Linthout qui couvrait tout le plateau jusqu'à la vallée de la Woluwe. Cette campagne était considérée, dès le XVe siècle, comme la plus agréable des environs de Bruxelles. Des demeures patriciennes ont fleuri aux abords de l'étang dès la période bourguignonne jusqu'au règne d'Albert et Isabelle. La période d'insécurité qui s'ensuivit, liée aux guerres de Religion, provoqua l'abandon de ces belles villégiatures. A part quelques moulins que faisait tourner le Maelbeek — dont le plus célèbre est le moulin à eau qui alimentait les fontaines du parc du palais ducal — la campagne environnante change peu en raison d'une terre sablonneuse impropre à la culture.
Au XIXe siècle, à l'exception de quelques propriétés privées, le flanc est de la vallée est occupé par le monastère des dames de Berlaymont, une école communale et sa crèche, le nouveau cimetière des paroisses du centre et l'orphelinat de Bruxelles. Le plateau était en outre coupé en deux par la ligne de chemin de fer reliant les gares du Nord et du quartier Léopold, terminus de la ligne Bruxelles-Luxembourg ouverte en 1858.
Entre l'étang et la ligne de chemin de fer se développe pendant la deuxième moitié du siècle le quartier Granvelle, de sinistre réputation en raison des épidémies qui y sévissent. Il est rapidement couvert d'impasses et occupé par des familles modestes d'agriculteurs et d'ouvriers. De l'autre côté de l'étang, dans le quartier Léopold naissant, la bourgeoise catholique bruxelloise s'installe. Pour l'heure, le grand étang reste un lieu d'excursion et de divertissement bordé d'estaminets et de cabarets campagnards.
Annexé au territoire de la Ville de Bruxelles en 1853 — comme le quartier Léopold et le champ de manœuvres de l'armée, situé à l'emplacement du futur parc du Cinquantenaire — en échange de la prolongation de la rue de la Loi et de la création de deux avenues nouvelles à son extrémité, le quartier Nord-Est ne connaît pourtant pas de changements notables avant 1880.

### Gestation laborieuse du plan d'aménagement (1840-1889)
Plusieurs projets sont pourtant présentés depuis 1840 sans qu'aucun n'aboutisse. Le baron de Jamblinne de Meux, ingénieur à la Ville de Bruxelles, est le premier à présenter un projet viable en 1870. Vient ensuite l'architecte Gédéon Bordiau qui propose d'implanter à mi-pente le palais des Beaux-Arts sur une gare souterraine. Son projet est une alternative à celui de la Compagnie immobilière de Belgique qui préférait implanter l'édifice public sur l'ancien champ de manœuvres — actuel parc du Cinquantenaire — dont l'évacuation était programmée pour 1876. Finalement, l'État lui confiera la réalisation du palais de l'Industrie au Cinquantenaire tandis que la Ville le chargera du plan d'urbanisation du quartier des Squares. Le plan de Bordiau, qui bouleverse fondamentalement le quartier, est approuvé à la quasi-unanimité par le conseil communal le 5 avril 1875, alors que la crise économique commence à sévir.
Négligent, l'État belge bloque l'aménagement en tardant à exécuter les travaux de déplacement des voies de chemin de fer, nécessités par les plans de Bordiau. Il faudra attendre sa condamnation en justice, en 1885, pour qu'il s'exécute enfin. Les édiles communaux se déchirent ensuite sur l'opportunité de la dépense en période de crise économique. Provoquées par un taux de chômage et une misère extrêmes, les tensions sociales étaient alors à leur comble et déboucheraient, l'année suivante, sur une révolte ouvrière réprimée de manière sanglante.
Les travaux d'infrastructure sont achevés, non sans mal, à la fin des années 1880, en pleine crise économique. Ni le palais des Beaux-Arts projeté par Gédéon Bordiau, ni l'église qui devait refermer la perspective en haut du square Marguerite ne seront construits. L'extension du quartier en bordure de la plaine des manœuvres ne sera pas davantage réalisée. Pendant quelques années encore, les squares aménagés resteront isolés au milieu de la campagne, sans cadre bâti.

### Des squares en paliers
Le résultat de l'opération, tributaire des valeurs urbaines de son époque, ne cesse d'étonner par la maîtrise de l'espace dont elle fait preuve. Gédéon Bordiau a parfaitement tiré parti de la déclivité du terrain.
Le plan incliné régulier qu'il imagine est traité de manière géométrique sans que cela n'apparaisse. Les deux axes principaux, vers les quatre points cardinaux, découpent la surface en quatre triangles rectangles. Les rues secondaires sont tracées perpendiculairement aux hypoténuses de ces triangles. Le chemin de fer est enterré et le grand étang comblé à plus de 80 % pour des raisons d'hygiène. La plupart des immeubles riverains sont rasés, à l'exception de ceux qu'il aurait fallu abattre pour réaliser la percée prévue à travers le quartier Léopold vers les boulevards de ceinture. Les constructions étaient trop récentes pour rendre leur démolition acceptable. Même le quartier Granvelle — dans le périmètre des rues du Taciturne, Boduognat, Charles Martel et Saint-Quentin — finit par être condamné parce que situé en contrebas du plan incliné. Les remblais nécessaires à l'aménagement des squares étaient tellement importants qu'il se serait désormais trouvé au fond d'une cuvette.
La partie centrale de la composition est habillée d'une succession de squares arborés tandis qu'un cordon de jardinets est prévu pour agrémenter les futures façades riveraines. Les squares sont constitués de quatre paliers successifs s'élargissant de haut en bas : les squares Marguerite, Ambiorix, l'avenue Palmerston et le square Marie-Louise. Ils forment une belle perspective urbaine depuis la rue Ortelius.

#### Square Marie-Louise

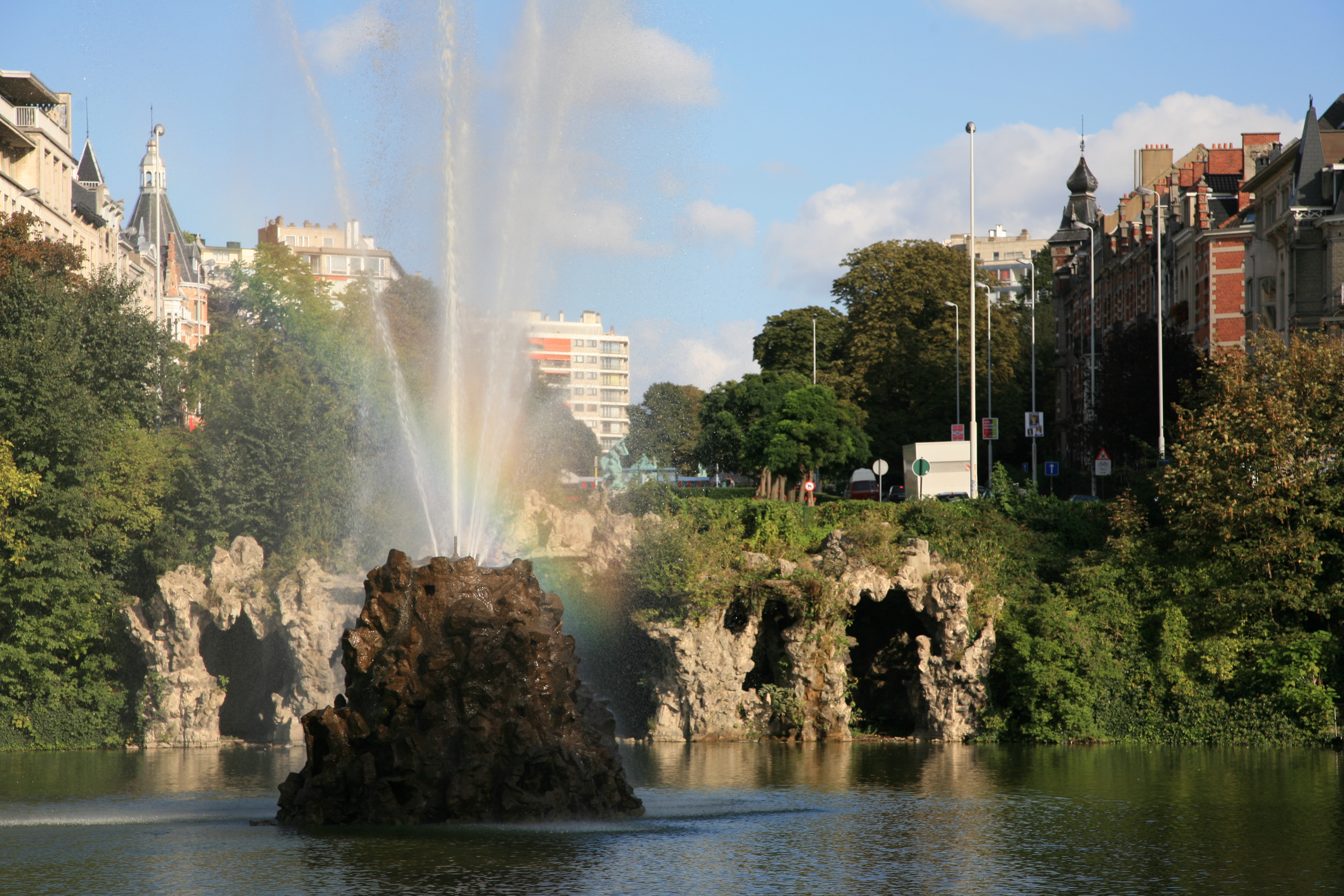
Étang et grotte du square Marie-Louise

Le square Marie-Louise est le plus occidental et comprend un parc à l'anglaise avec un grand étang abritant des tortues de Floride. Deux statues en marbre nommées La Cigale (Émile Namur, 1906) et La Naissance d'une Nation (Marius Vos, années 1930) ainsi qu'une troisième en bronze représentant le lieutenant-général Louis Bernheim (réalisée par Edmond de Valériola) se dressent dans ce parc. L'étang déploie toute son étendue d'eau sur fond de grotte artificielle au-dessus de laquelle on devine l'enfilade des squares. Il est le résultat aménagé du rétrécissement du Hoevijver, principal étang de l'ancien chapelet de la vallée du Maelbeek. Ornée de fines cascades et précédée d'un puissant jet d'eau, la grotte donne à l'ensemble un aspect très pittoresque. Ce square rend hommage à Marie-Louise d'Autriche (1791-1847), impératrice des Français de 1810 à 1814.

#### Avenue Palmerston

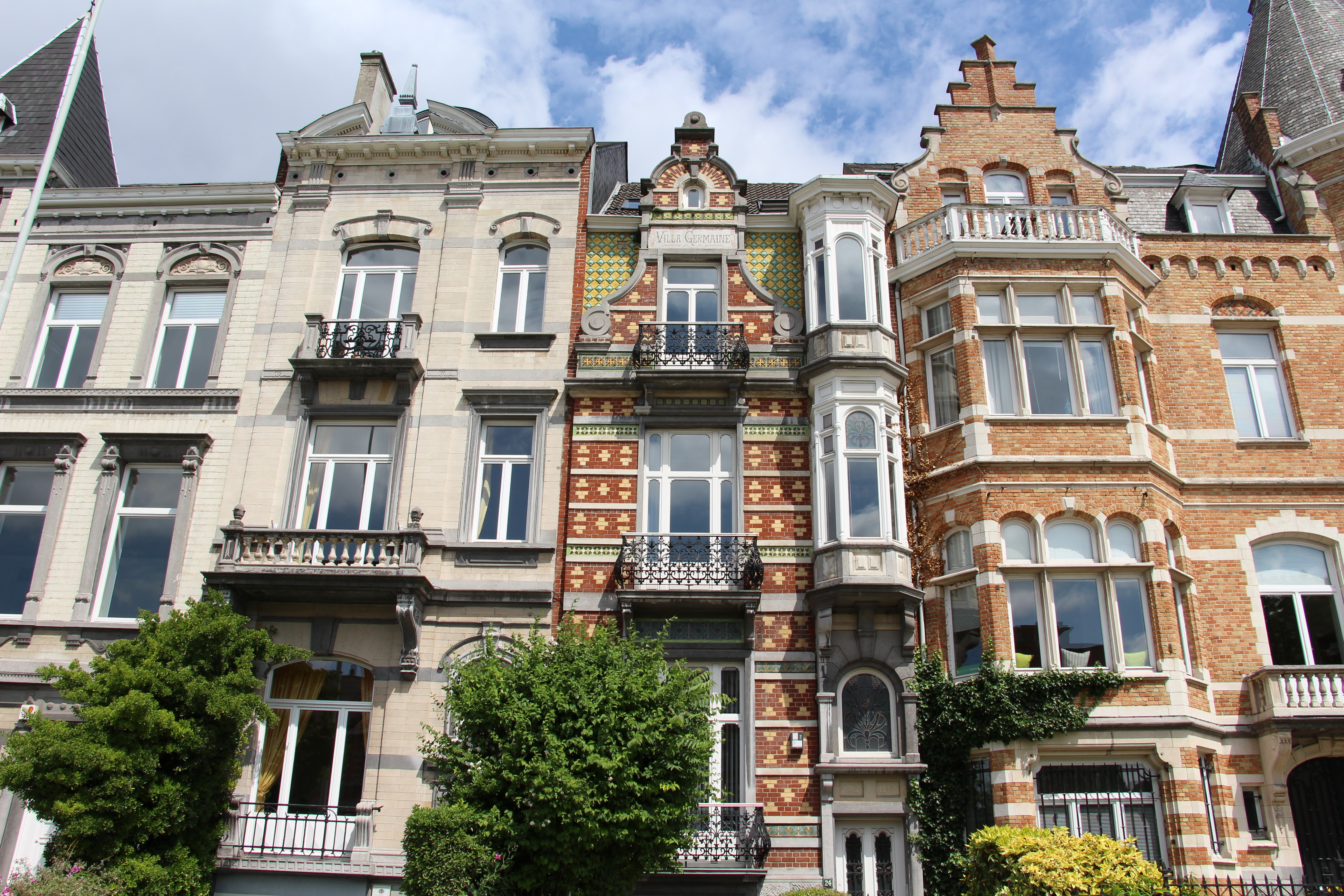
Avenue Palmerston

En légère déclivité, l'avenue Palmerston, parfois appelée square Palmerston, relie le square Marie-Louise situé en contrebas au square Ambiorix. Le terre-plein central, entouré de belles maisons de style néo-Renaissance, rassemble, dans un bassin à gradins très sobre, les eaux de sources qui servent à l'alimentation des cascades de la grotte. En bordure, La folle chanson (Jef Lambeaux, 1898) représente une nymphe et un satyre enivré, pris de fou rire. L'avenue rend hommage au Lord Palmerston (1784-1865), homme d'État britannique, deux fois premier ministre.

#### Square Ambiorix

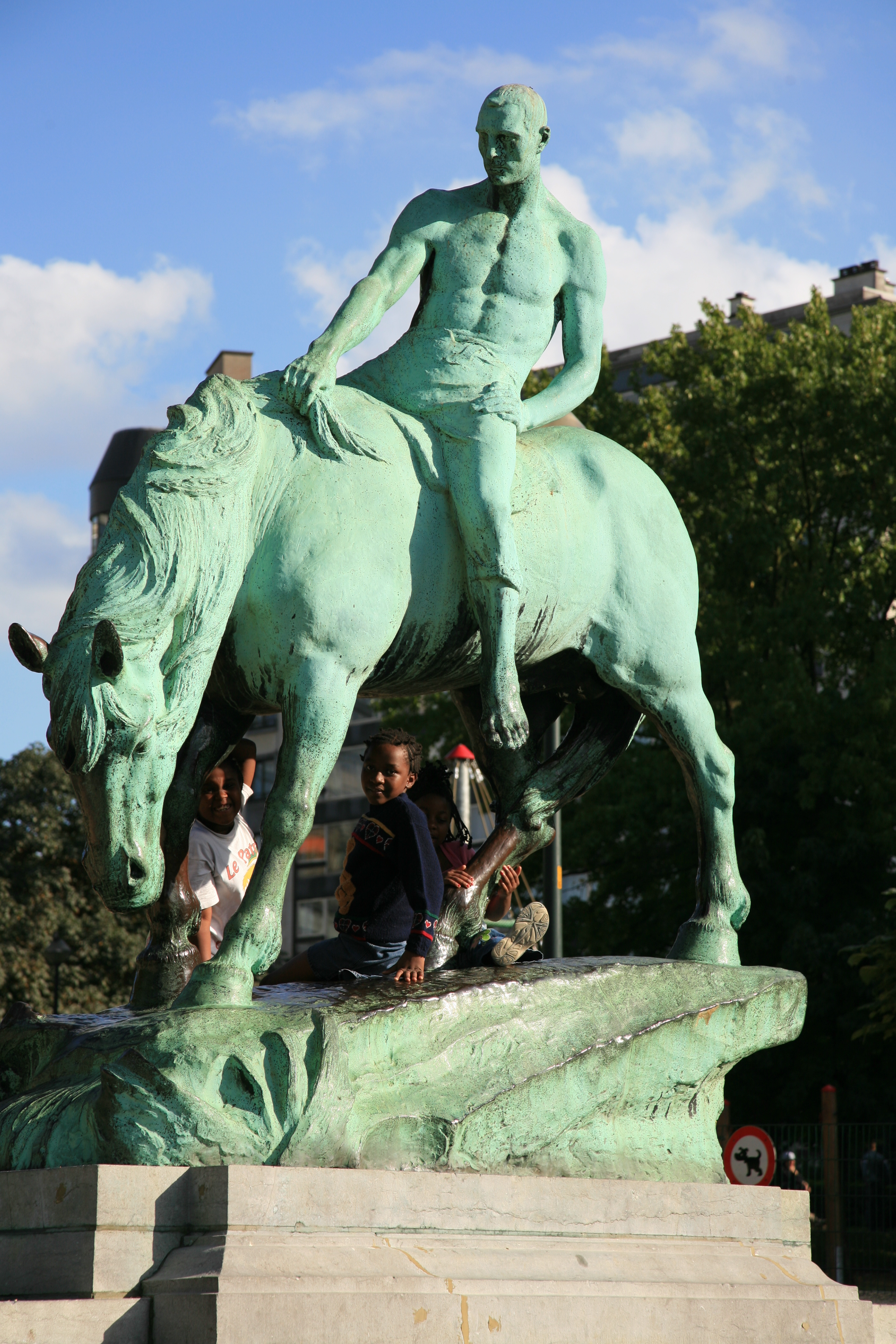
Le cheval à l'abreuvoir

Le square Ambiorix — qui porte le nom du chef gaulois Ambiorix — est le square central et le plus important du quartier. Il est aménagé en terrasses de composition classique, formées de rectangles et de cercles avec, en limite extérieure, un déambulatoire d'arbres palissés. Le centre de la composition est animé par des sculptures et des bassins :
- Le cheval à l'abreuvoir (Constantin Meunier, 1899) : fatigués par les travaux de la mine, le cheval et l'homme, dont la dignité transparaît, se reposent au bord de l'abreuvoir;
- Allégories des trois Ages de l'Humanité : l'élément barbare, la société organisée, la civilisation ornée (Jacques De Lalaing, 1898) : à gauche, l'élément barbare est personnifié par un être primitif à la forte musculature serrant un gourdin. À droite, la société organisée : l'influence romaine par le droit et la justice. Au centre, la société ornée : l'influence grecque par les arts et la poésie.
- Max Waller (1860-1889) (Victor Rousseau, 1914) : monument au fondateur de la revue littéraire avant-gardiste La Jeune Belgique, très représentatif du courant symboliste de la fin du XIXe siècle.

#### Square Marguerite
Situé dans le prolongement oriental du square Ambiorix, le square Marguerite est le plus petit des trois squares qui forment l'axe principal du quartier. Il a pris la place de l'église paroissiale du Sacré-Cœur initialement projetée. Il épouse aujourd'hui la forme d'une agora monumentale abritant des terrains de sport, entourés de gradins et rehaussés de grilles monumentales de facture moderne. Son nom fait référence soit à Marguerite d'York (1446-1503), troisième épouse de Charles le Téméraire, soit à la petite-fille de ce dernier, Marguerite d'Autriche (1480-1530).

## Architecture éclectique à foison
Le quartier des Squares garde encore aujourd'hui, malgré les défigurations dont il a fait l'objet, une belle unité et un caractère pittoresque. C'est une galerie de la production éclectique d'habitations de la fin du XIXe siècle dont la diversité reste remarquable. Le style le mieux représenté est celui de la néo-Renaissance flamande — avec des témoins de la variante italienne et française — dont l'ensemble de 18 maisons construites par Émile Janlet autour de l'avenue Palmerston est l'exemple le plus remarquable. L'Art nouveau y a ensuite produit quelques-uns de ses chefs-d'œuvre qui ont contribué à la réputation de Bruxelles comme capitale de ce style éphémère. 
Sur l'avenue Palmerston se trouve l'Hôtel van Eetvelde, qui a été conçu par Victor Horta, et sur le square Ambiorix, la Maison Saint-Cyr, conçue par Gustave Strauven, un étudiant d'Horta.

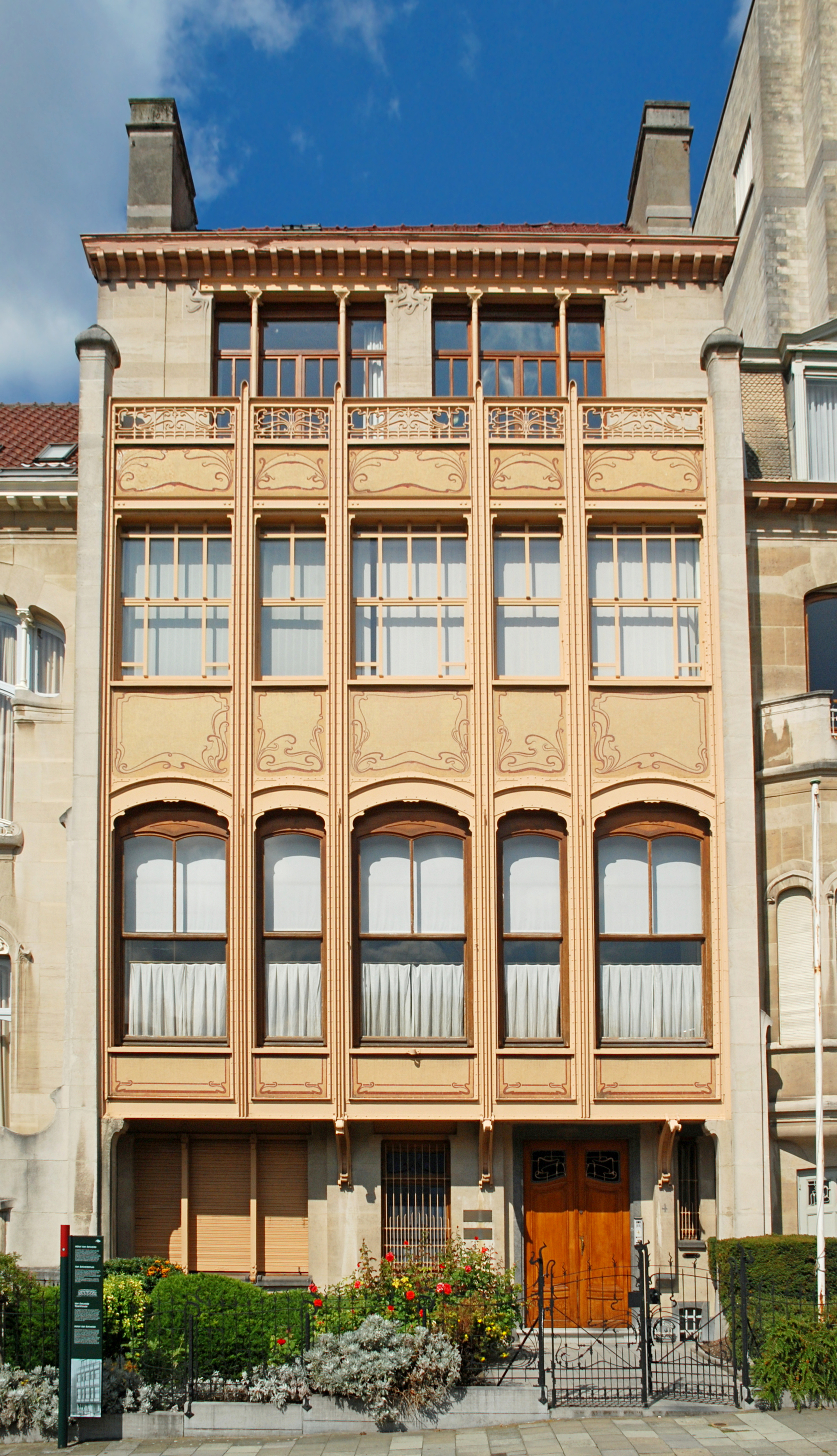
L'Hôtel van Eetvelde sur l'avenue Palmerston, à partir de 1895
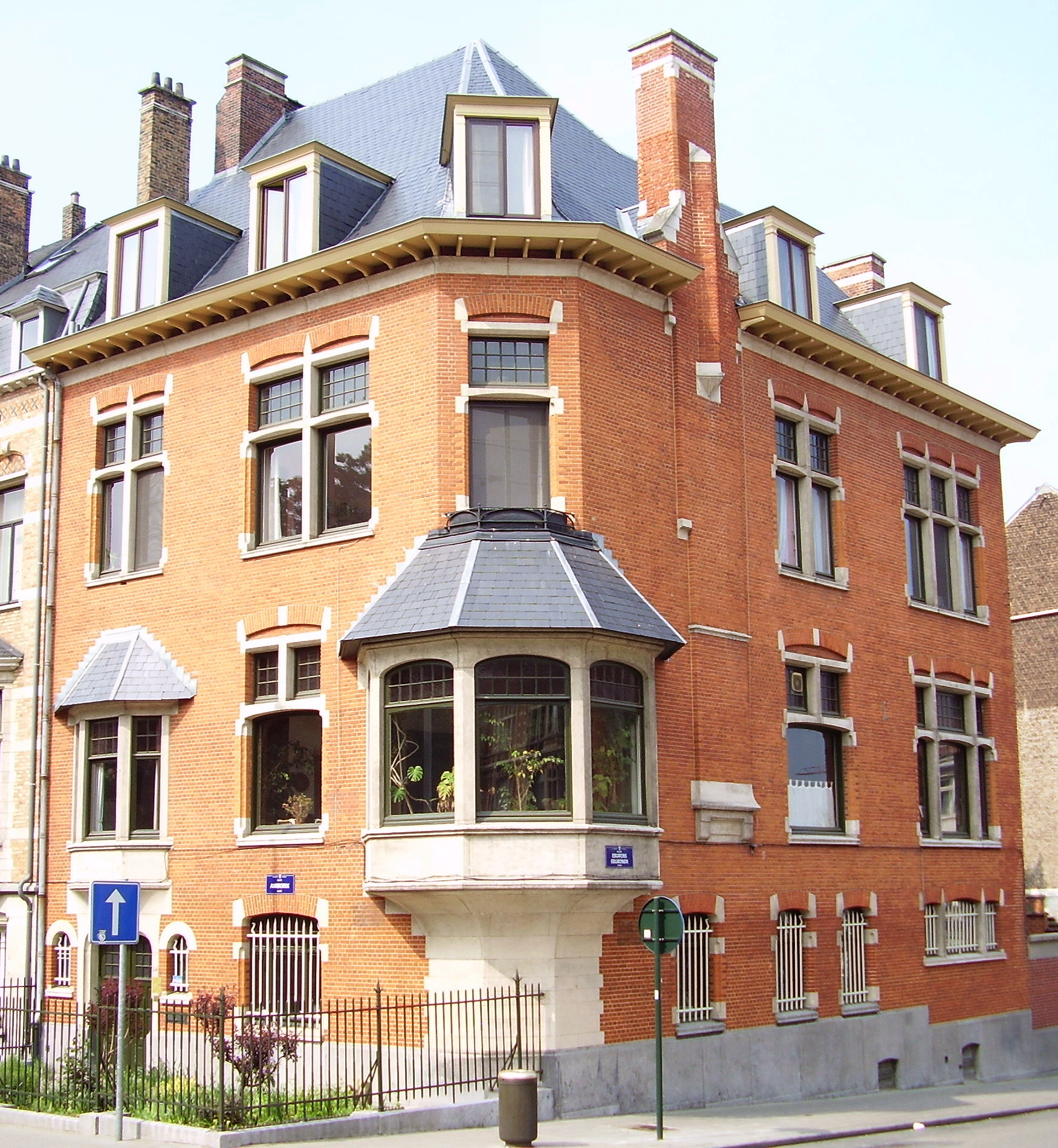
La Maison des Quakers sur le square Ambiorix, à partir de 1899
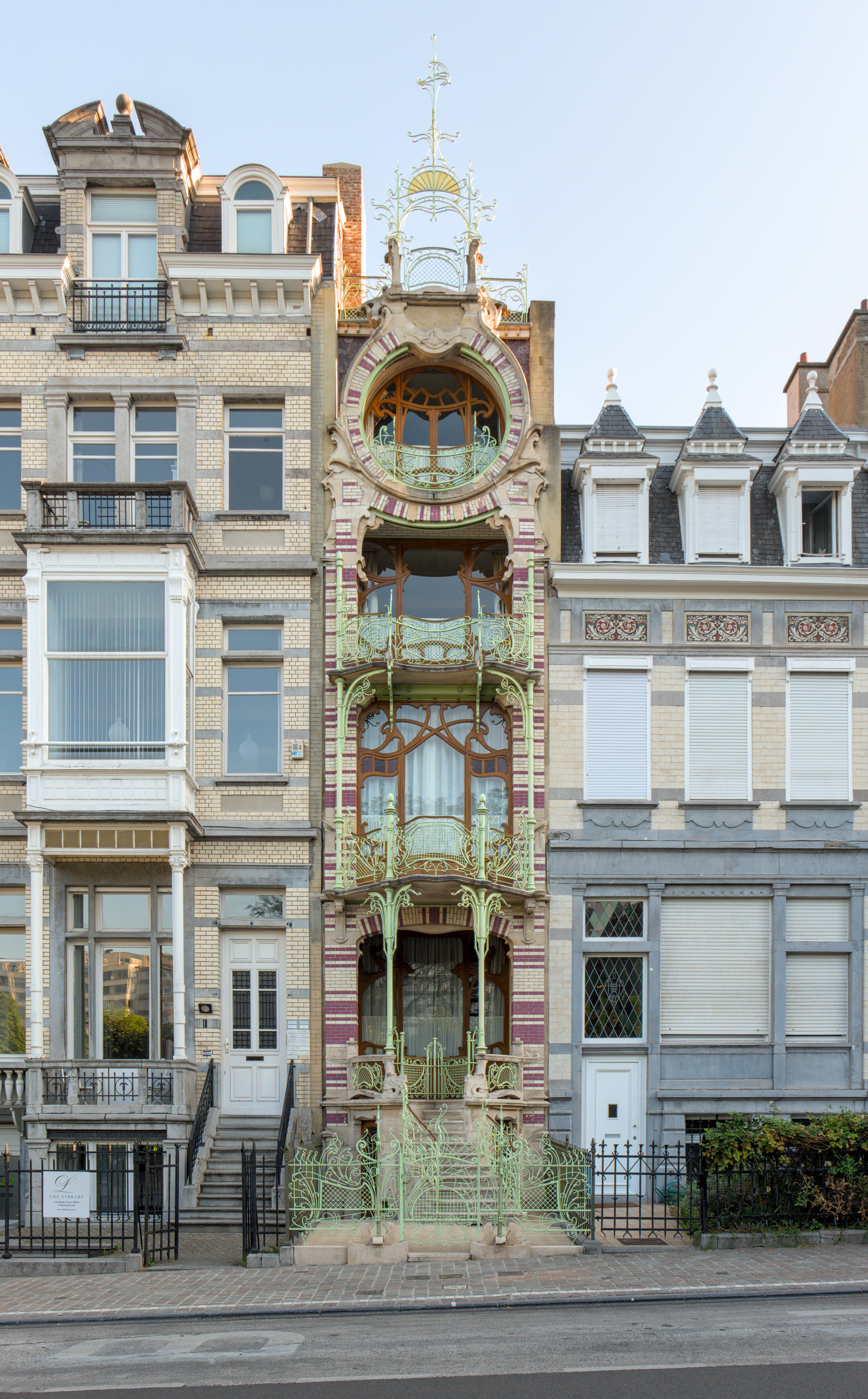
La Maison Saint-Cyr sur le square Ambiorix, à partir de 1903

## Après-guerre
De nombreuses maisons ont été démolies après la Seconde Guerre mondiale au profit de petits immeubles de rapport, suivis de barres d'immeubles de plus de dix étages dans les années 1960 et 1970, ce qui a changé la physionomie de quartier. Un coup d'arrêt y a ensuite apporté en raison de la sensibilisation au patrimoine et à la proximité des institutions européennes.